# Политическая сатира

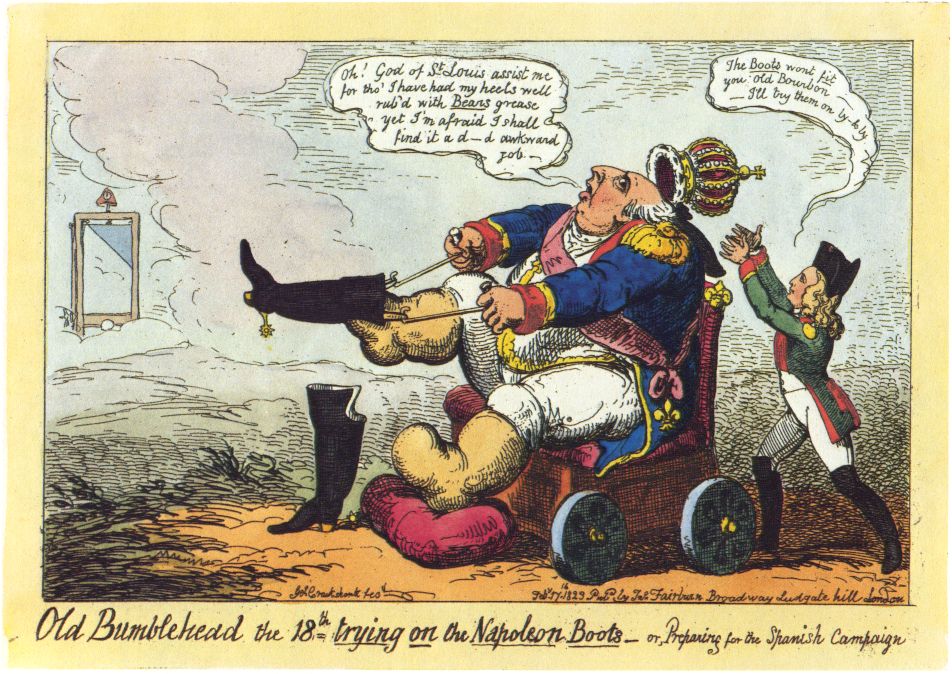
Политическая карикатура Джорджа Крукшенка (1823). Изображает французского короля Людовика XVIII не влезающего в сапоги Наполеона.

Политическая сатира —  сатира, направленная на вопросы политики. 
Зачастую используется в тех случаях, когда открытая критика власти или инакомыслие запрещены правящим режимом. Обычно отличается от политического протеста или политического инакомыслия, поскольку не всегда отражает текущие события и не стремится прямо повлиять на политический процесс. Чаще всего направлена на развлечение читающей публики. По самой своей природе сатира редко содержит конструктивные предложения. Хотя сатира используется как часть протеста или несогласия с политическим режимом, она, как правило, просто высмеивает власть и её политику, не предлагая альтернативного решения.